# Пик Победы
Пик Побе́ды (кирг. Жеңиш чокусу, кит. 托木尔峰 [Tuō mù ěr fēng], уйг. Томур‎) — горная вершина высотой 7439 метров хребта Какшаал-Тоо, высшая точка Тянь-Шаня и Кыргызстана.

## Описание
Пик расположен на границе Кыргызстана и Синьцзян-Уйгурского автономного района Китая, на хребте Какшаал-Тоо, к востоку от озера Иссык-Куль, в 16 км юго-западнее пика Хан-Тенгри.
Назван в 1946 году в честь Победы в Великой Отечественной войне.
Входит в число пяти семитысячников постсоветского пространства.

## История
19 сентября 1938 года советским альпинистам Леониду Гутману, Евгению Иванову и Александру Сидоренко под руководством А. А. Летавета удалось, преодолевая ураганный ветер и 30-градусный мороз, подняться на вершину. Они назвали её пиком 20 лет ВЛКСМ, но определили её высоту неправильно — 6930 м.
В 1943 году Военно-топографическая служба Красной армии под командованием П. Н. Рапасова с участием Р. Д. Забирова проводила съёмку этого малоизученного района. Было выяснено, что эта вершина на полкилометра выше пика Хан-Тенгри на хребте Тенир Тоо. Ей было присвоено название «Пик Военных топографов».
В 1946 году пик получил настоящее имя — Пик Победы, а название «Пик Военных топографов» присвоили вершине с высотой 6873 м в хребте Меридиональный.
Открытие пика Победы как семитысячника, давшее СССР вторую по высоте вершину после пика Коммунизма, вызвали широкий интерес к новой вершине,на которую, как считали[кто?], ещё не ступала нога человека.
Пик Победы пытались покорить в 1949 году алма-атинские альпинисты под руководством Евгения Колокольникова, но отступили после схода серии лавин c северного склона.
В 1952 и 1953 годах детальную разведку массива пика Победы и его восточного гребня провели экспедиции альпинистов ТуркВО под руководством Владимира Рацека.
В августе 1955 года сразу две экспедиции стали штурмовать вершину: алма-атинского управления ТуркВО (рук. В. Шипилов) и Узбекского комитета физкультуры и спорта (рук. Э. Нагель). Алма-атинская команда поднялась до высоты 6930 м, но попала под снежный ураган, из 12 альпинистов в живых остался лишь Урал Усенов.
30 августа 1956 года объединённая команда московского «Спартака» и Казахского комитета физкультуры и спорта под общим руководством Виталия Абалакова сумела покорить вторую по высоте вершину СССР.

## Восхождения
- 19 сентября 1938 года советские альпинисты Леонид Гутман, Евгений Иванов и Александр Сидоренко под руководством А. А. Летавета совершили первовосхождение на вершину (согласно БСЭ)[2], или попытку восхождения, поднявшись до высоты 6930 м (согласно БРЭ).
- 1956 — восхождение совершено по северному ребру с ледника Звёздочка группой под руководством советского альпиниста В. М. Абалакова. Согласно БРЭ это было первовосхождением.
- 1958 — впервые 13 человек прошли траверс массива пика Победы с подъёмом по Восточному гребню от перевала Чон-Терен до вершины Победы и спуском по Северному ребру. Руководил командой альпинистов МВТУ и МГУ Игорь Ерохин.[10]
- 1982 — алма-атинскими альпинистами, не вошедшими в состав Первой гималайской экспедиции на Эверест, был пройден новый суперсложный маршрут по северной стене змейкой («по доллару»). Рук. В. Смирнов.
- 1984 — массовое (27 советских альпинистов) восхождение на пик Победы[11].
- 1990 — первовосхождение по северо-восточному контрфорсу. Рук. В. Журавлёв.
- 1993 — первое скоростное одиночное восхождение на пик Победы с лагеря АБС ледника Звёздочка (4200 м) и обратно за 20 часов Глебом Соколовым.
- 1995 — 7 мая 12 новосибирских альпинистов под руководством Владимира Юдина и Глеба Соколова совершили первое в истории весеннее восхождение на пик Победы в честь 50-летия Победы в Великой Отечественной войне.
- 2003 — восхождение команды красноярских альпинистов под руководством Глеба Соколова на пик Победы по новому маршруту через ледовый балкон северной стены.
- 2005 — первый одиночный траверс массива Победы с перевала Чон-Терен до перевала Дикий Глебом Соколовым за 8 дней (16 августа — 23 августа).
- 2009 — двойка новосибирцев Глеб Соколов — Виталий Горелик прошла стенной маршрут по северной стене с выходом на жандарм «Верблюд».
- 2011 — казахстанская двойка Денис Урубко — Геннадий Дуров прошла прямой маршрут на пик — «палка к доллару» (вариант восхождения 1982 года).
- 2017, январь/февраль — команда Red Fox Asia в ходе программы «Пять зимних семитысячников» поднялась на Хан-Тенгри и пик Победы, по её фотоматериалам была составлена сферическая панорама пика Победы[12].

## В филателии и нумизматике

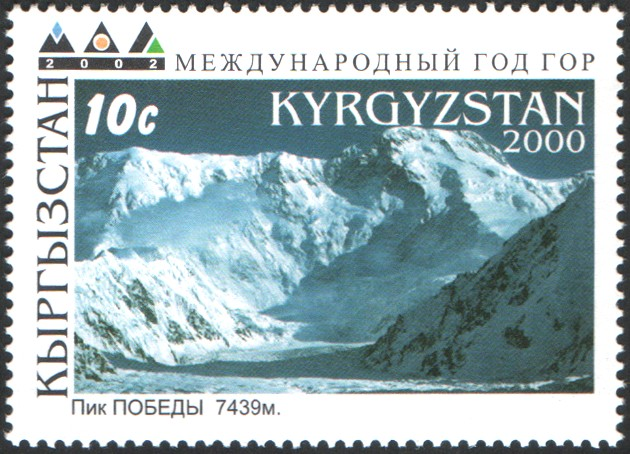
Марка Кыргызстана, 2000
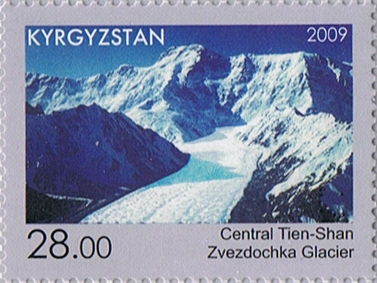
Почтовая марка Кыргызстана, 2009
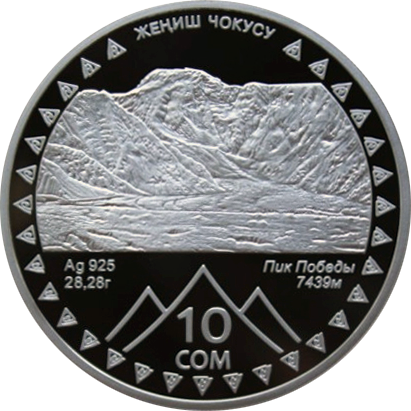
Памятная монета Кыргызстана 10 сом 2011, серебро 925
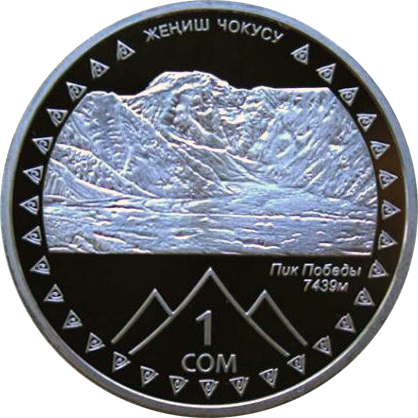
Памятная монета Кыргызстана 1 сом 2011, медь, никель